# 일본의 자동차 운전면허
일본의 자동차 운전 면허(일본어: 運転免許 운텐멘쿄[*])는 일본 국가공안위원회·일본 경찰청 교통국에서 관리감독을 받는 일본의 국가자격으로, 일본의 도로에서 자동차 및 원동기장치자전거의 운전을 인정하는 허가이다.
운전면허의 제도·규칙에 대해서는, 도로교통법 및 하위명령에 의해 규정되고 있어, 그 관리는 각 도도부현의 공안위원회가 하지만 실제의 업무는 법령의 위임에 의해 경시청 및 각 도부현의 경찰본부가 가고 있다. 운전 면허증은 각 도도부현 공안위원회명으로 교부된다.
도로교통법상에서 사용되는 "자동차"라고 하는 용어에는 자동이륜이나 대형·소형특수자동차도 포함된다. 이것은 자동차를 "원동기로 움직이는 차량"이라고 정의하고 있기 때문에다. 한편, "차량"에는, 휠체어 이외의 전체(자전거, 리어카, 마차 등의 경차량)가 포함된다.
도로교통법이 적용되는 도로에서, 자동차나 원동기부자전거는 면허가 없는 자는 "운전하면 안되는 탈것"으로 여겨지고 있기 때문에(일본 도로교통법 제64조, 일본의 자동차 운전면허#무면허운전의 금지), 운전면허 취득자는 "특별히 운전을 인정을 받은 사람"이라고 하는 입장이다. 때문에 운전면허는, 행정법 개념상에서 말하는 "허가"에 가깝다.

## 취득 방법
운전면허를 취득하기 위해서는 운전면허시험장에서 실기시험과 학과시험을 응시하는 것이 원칙이며, 수험 자격연령은, 운전 면허의 구분에 의해 다른 상세한 것은 다음의 운전면허의 구분 참조.
이외에 지정자동차교습소(통칭:공인·차교)에 입소하고, 졸업검정에 합격하는 것에 의해, 운전면허시험장에서의 실기시험을 면제하여 취득하는 방법도 있다. 후자의 방법으로 취득하는 사람의 쪽이 오히려 많기 때문에 원칙인 전자의 방법이 도리어 특별시되어 일본 국내에서는 "일발시험(一発試験)", "뛰어듦 시험(飛び込み試験)" 등이라고 불리기도 한다.

## 해외에서의 면허 취득과 그 변경
일본 이외의 국가에서 취득한 운전 면허증 은, 일본의 운전 면허로 바꿀 수 있다. 이 수속은 외면절체(外免切替)라고 통칭되고 있다. 변경 수속은 운전 면허 시험장에서 한다.
- 수속의 흐름
  1. 보유하는 해외면허의 번역
    - 일본자동차연맹(JAF) 지부, 혹은 대사관에서 한다.

  2. 운전 시험장에서 서류심사, 학과시험, 필요가 있으면 실기시험
    - 면허를 취득한 나라에 따라서는, 기능시험을 받지 않는다.

  3. 면허 교부

적성검사의 합격 기준은 국가마다 다른것에 의해(예를 들면 보통면허 취득에 필요한 시력은, 일본은 0.7, 미국은 0.5) 일본의 기준에 근거해 적성검사가 행하여진다. 그 후, 지식확인 및 기능확인(사실상의 학과시험 및 기능시험)이 행하여져, 합격하면 일본의 면허증이 교부된다. 한편, 일본과 동등한 기능, 지식이 있다고 인정을 받는 아래의 23개국에서 운전 면허를 취득했을 경우, 이 확인은 면제된다.
- 아이슬란드, 아일랜드, 영국, 이탈리아, 오스트리아, 오스트레일리아, 네덜란드, 캐나다, 대한민국, 그리스, 스위스, 스웨덴, 스페인, 체코, 덴마크, 독일, 뉴질랜드, 노르웨이, 핀란드, 프랑스, 벨기에, 포르투갈, 룩셈부르크, 중화민국

실제 수속에는 현지 면허증의 유효기한이 지나지 않은 경우, 현지에서의 면허 취득후의 체류 기간 3개월 이상, JAF에 현지의 면허증 "번역 문서"를 작성하게 하는, 여권 준비 등의 수속을 필요로 한다.
일본 이외의 국가에서 운전 면허를 취득하면 국제운전면허로 일본에서 운전을 할 수 있다고 생각하는 사람도 있지만, 일본의 운전면허의 변경수속(외면절체)이 필요하다. 그러나, 외면절체를 하면 일본의 면허가 취득할 수 있는 날로부터, 일본과 비교하여 저렴한 일본 이외의 국가에서의 면허 취득을 하는 사람도 많다. 단, 해외에서의 면허 취득후의 체류 기간이 3개월미만의 경우는 무효이다.
한편, 항공기의 조종사자격(일본 항공법에서는 "면허"라고 부르지 않는다)의 경우, 비용의 저가나 교습 훈련 환경의 문제 등으로, 미국 등의 외국에서 취득하여 일본의 자격로 바꾸는 경우가 많이 행하여지고 있다.

## 운전면허 구분

### 종별
| 한국어                    | 일본어         | 설명 |
| ------------------------- | -------------- | --- |
| 제1종 운전면허            | 第一種運転免許 | - 많은 사람이 가지고 운전 면허. 일반적인 운전에는 이것을 채용한다. "제1종 면허"라고도 말한다. 같은 차종의 제2종 운전 면허가 제1종 운전 면허를 포함한다. 일본에서 일반적으로 "면허"라고 할 경우, 이것을 가리키는 경우가 많다. - 일본 도로교통법 제84조 제3항에서 개별의 정식명칭은 "대형자동차면허" "중형자동차면허" "준중형자동차" "보통자동차면허" "대형특수자동차면허" "대형자동이륜차면허" "보통자동이륜차면허" "소형특수자동차면허" "원동기부면허" "견인면허"이다. |
| 제2종 운전면허            | 第二種運転免許 | - 보수를 받고 사람을 수송하기 위한 자동차를 운전할 경우(여객 수송)에 필요하는 운전 면허. 택시나 버스, 대행 운전, 하이어를 운전할 경우에 필요. "제2종 면허"라고도 말한다. - 21세 이상으로, 대형면허·중형면허·준중형면허ㆍ보통 면허·대형특수면허의 어느 하나라도 받고 있었던 기간이 통산해서 3년 이상이 아니라면 수험할 수가 없다.(자위관 등의 경우에는 "2년 이상") 견인 2종만 상기 조건의 이외, 견인 1종 면허, 또는 다른 2종 면허를 취득하지 않은 경우, 수험할 수 없다. - 일본 도로교통법 제84조 제4항에서의 개별의 정식명칭은 "대형자동차 제2종면허" "중형자동차 제2종면허" "보통자동차 제2종면허" "대형특수자동차 제2종면허" "견인 제2종면허"이다. ("준중형자동차 제2종면허"는 존재하지 않는다. ") |
| 가운전면허 (연습운전면허) | 仮運転免許     | - 면허를 받기 위해서 운전을 연습하려고 하는 사람이나, 기능검정 때문에 노상에서 운전하기 위해서 필요하는 면허. "가면허" 또는 생략해서 "가면"이라고도 말한다. - 노상에서의 운전은 일정한 자격 요건을 충족시키는 사람의 동승, 임시면허 표식의 게시가 필요하여 단독운전은 인정을 받지 않는다. 어디까지나 노상에서 운전연습을 하기 위한 면허이며, 그 이외(쇼핑 등)의 목적으로 해서 운전하는 것은 인정을 받지 않는다. - 도로교통법 제84조 제5항에서의 개별의 정식명칭은 "대형자동차임시면허" "중형자동차임시면허" "보통자동차임시면허"이다. |

### 차량 구분
| 구분           | 구분           | 설명 |
| 한국어         | 일본어         | 설명 |
| -------------- | -------------- | --- |
| 대형자동차     | 大型自動車     | 총중량 11톤 이상, 최대적재량 6.5톤 이상, 30인승 이상의 자동차 |
| 중형자동차     | 中型自動車     | 총중량 7.5톤 이상, 최대적재량 4.5톤 이상, 11인승 이상의 자동차 |
|                |                | 29인승 이하의 자동차 |
| 준중형자동차   | 準中型自動車   | 총중량 5톤 이상, 최대적재량 3톤 이상의 자동차 |
| 보통자동차     | 普通自動車     | 대형자동차, 중형자동차, 준중형자동차, 특수자동차, 자동이륜차 면허로 운전할 수 있는 자동차 이외의 자동차 |
| 대형특수자동차 | 大型特殊自動車 | - 캐터필러(무한궤도)가 있는 자동차(내각총리대신이 지정하는 것을 제외한다.) - 로드롤러 - 타이어롤러 - 로드 스태빌라이저 - 타이어도저 - 그레이더 - 스크레이퍼 - 셔블 로더 - 댐퍼 - 모터 스위퍼 - 포크 리프트 - 휠 크레인 - 스트래틀 캐리어 - 아스팔트 피니셔 - 휠 해머 - 휠 브레이커 - 포크 로더 - 농경작업용 자동차 - 로터리 제설차 - 터릿식 구내운반차 - 자동차의 차대가 굴절해서 절개향 하는 구조의 자동차 - 내각총리대신이 지정하는 특수한 구조를 가진 자동차에서, 소형특수자동차 이외의 것 |
| 소형특수자동차 | 小型特殊自動車 | - 길이 4.7m 이하, 폭 1.7m 이하, 높이 2m 이하 (안전지붕, 안전캡, 프레임 외에 이것들에 비슷한 장치가 구비되어 있는 자동차로, 해당장치를 제외한 부분의 높이가 2m 이하인 것은 2.8m) - 주행가능속도가 15km/h 미만인 특수자동차 |
| 대형자동이륜차 | 大型自動二輪車 | 배기량이 400cc를 초과하는 이륜의 자동차 |
| 보통자동이륜차 | 普通自動二輪車 | 배기량이 50cc를 초과하는 이륜의 자동차 |
| 원동기부자전거 | 原動機付自転車 | 배기량 50cc 이하의 원동기를 단 차 |
| 견인           | 牽引           | 대형, 중형, 보통, 대형특수자동차가 총중량이 750kg를 초과하는 피견인차를 견인시 |

### 운전가능차량
- ■ : 가능
- ■ : 불가

| 제1종 면허의 종류 및 취득가능 연령      | 차종 | 차종 | 차종 | 차종 | 차종 | 차종 | 차종 | 차종 | 차종 | 취득가능 연령                             |
| 제1종 면허의 종류 및 취득가능 연령      | 대형자동차 (大型自動車) | 중형자동차 (中型自動車) | 준 중형자동차 (準中型自動車) | 보통자동차 (普通自動車) | 대형특수자동차 (大型特殊自動車) | 소형특수자동차 (小型特殊自動車) | 대형자동이륜차 (大型自動二輪車) | 보통자동이륜차 (普通自動二輪車) | 원동기부자전거 (原動機付自転車) | 취득가능 연령                             |
| 대형자동차면허 (大型自動車免許)         | 가능 | 가능 | 가능 | 가능 | 불가 | 가능 | 불가 | 불가 | 가능 | 만 21세 이상 (자위대 대원은 만 20세 이상) |
| 중형자동차면허 (中型自動車免許)         | 불가 | 가능 | 가능 | 가능 | 불가 | 가능 | 불가 | 불가 | 가능 | 만 20세 이상 (자위대 대원은 만 19세 이상) |
| 중형자동차면허 (準中型自動車免許)       | 불가 | 불가 | 가능 | 가능 | 불가 | 가능 | 불가 | 불가 | 가능 | 만 18세 이상                              |
| 보통자동차면허 (普通自動車免許)         | 불가 | 불가 | 불가 | 가능 | 불가 | 가능 | 불가 | 불가 | 가능 | 만 18세 이상                              |
| 대형특수자동차면허 (大型特殊自動車免許) | 불가 | 불가 | 불가 | 불가 | 가능 | 가능 | 불가 | 불가 | 가능 | 만 18세 이상                              |
| 소형특수자동차면허 (小型特殊自動車免許) | 불가 | 불가 | 불가 | 불가 | 불가 | 가능 | 불가 | 불가 | 불가 | 만 16세 이상                              |
| 대형자동이륜차면허 (大型自動二輪車免許) | 불가 | 불가 | 불가 | 불가 | 불가 | 가능 | 가능 | 가능 | 가능 | 만 18세 이상                              |
| 보통자동이륜차면허 (普通自動二輪車免許) | 불가 | 불가 | 불가 | 불가 | 불가 | 가능 | 불가 | 가능 | 가능 | 만 16세 이상                              |
| 원동기부자전거면허 (原動機付自転車免許) | 불가 | 불가 | 불가 | 불가 | 불가 | 불가 | 불가 | 불가 | 가능 | 만 16세 이상                              |
| 견인면허 (牽引免許)                     | 대형, 중형, 보통, 대형특수자동차의 견인자동차로, 총중량 750kg을 초과하는 피견인차량을 견인하는 경우. 단, 다음 경우는 견인면허는 불필요. - 차의 총중량이 750kg이하의 차를 견인할 때. - 고장차를 로프, 크레인 등으로 견인할 때. - 견인차량과 피견인차량이 분리할 수 없을 경우. | 대형, 중형, 보통, 대형특수자동차의 견인자동차로, 총중량 750kg을 초과하는 피견인차량을 견인하는 경우. 단, 다음 경우는 견인면허는 불필요. - 차의 총중량이 750kg이하의 차를 견인할 때. - 고장차를 로프, 크레인 등으로 견인할 때. - 견인차량과 피견인차량이 분리할 수 없을 경우. | 대형, 중형, 보통, 대형특수자동차의 견인자동차로, 총중량 750kg을 초과하는 피견인차량을 견인하는 경우. 단, 다음 경우는 견인면허는 불필요. - 차의 총중량이 750kg이하의 차를 견인할 때. - 고장차를 로프, 크레인 등으로 견인할 때. - 견인차량과 피견인차량이 분리할 수 없을 경우. | 대형, 중형, 보통, 대형특수자동차의 견인자동차로, 총중량 750kg을 초과하는 피견인차량을 견인하는 경우. 단, 다음 경우는 견인면허는 불필요. - 차의 총중량이 750kg이하의 차를 견인할 때. - 고장차를 로프, 크레인 등으로 견인할 때. - 견인차량과 피견인차량이 분리할 수 없을 경우. | 대형, 중형, 보통, 대형특수자동차의 견인자동차로, 총중량 750kg을 초과하는 피견인차량을 견인하는 경우. 단, 다음 경우는 견인면허는 불필요. - 차의 총중량이 750kg이하의 차를 견인할 때. - 고장차를 로프, 크레인 등으로 견인할 때. - 견인차량과 피견인차량이 분리할 수 없을 경우. | 대형, 중형, 보통, 대형특수자동차의 견인자동차로, 총중량 750kg을 초과하는 피견인차량을 견인하는 경우. 단, 다음 경우는 견인면허는 불필요. - 차의 총중량이 750kg이하의 차를 견인할 때. - 고장차를 로프, 크레인 등으로 견인할 때. - 견인차량과 피견인차량이 분리할 수 없을 경우. | 대형, 중형, 보통, 대형특수자동차의 견인자동차로, 총중량 750kg을 초과하는 피견인차량을 견인하는 경우. 단, 다음 경우는 견인면허는 불필요. - 차의 총중량이 750kg이하의 차를 견인할 때. - 고장차를 로프, 크레인 등으로 견인할 때. - 견인차량과 피견인차량이 분리할 수 없을 경우. | 대형, 중형, 보통, 대형특수자동차의 견인자동차로, 총중량 750kg을 초과하는 피견인차량을 견인하는 경우. 단, 다음 경우는 견인면허는 불필요. - 차의 총중량이 750kg이하의 차를 견인할 때. - 고장차를 로프, 크레인 등으로 견인할 때. - 견인차량과 피견인차량이 분리할 수 없을 경우. | 대형, 중형, 보통, 대형특수자동차의 견인자동차로, 총중량 750kg을 초과하는 피견인차량을 견인하는 경우. 단, 다음 경우는 견인면허는 불필요. - 차의 총중량이 750kg이하의 차를 견인할 때. - 고장차를 로프, 크레인 등으로 견인할 때. - 견인차량과 피견인차량이 분리할 수 없을 경우. | 만 18세 이상                              |

### 한정면허
- 보통자동차면허, 대형자동이륜차면허·보통이륜차면허에는 한정없음(수동변속기 차량과 자동변속기 차량 운전가능)과 AT 한정(자동변속기 차량만 운전가능)이 있다.
  - 2005년 6월 1일부터 이륜차 면허에도 AT 한정이 신설되었다.(대형이륜차 AT 한정면허는 배기량 650cc 이하의 자동변속 이륜차만 운전가능)
  - 보통이륜면허에는 소형한정(125cc 이하의 이륜차만 운전가능)이 있으며, 소형이륜 AT 한정도 있다.
- 운전면허증의 소유면허란이 모두 표기된 경우에는, 원동기부면허 또는 소형특수면허부터 순서에 주의하면서 취득 할 필요가 있다. 이는 상위 면허를 취득해 이득을 보면, 포함되는 하위면허에 대해서는 "그 필요없음"으로 수험이 거부되기 때문이다.) 다만 면허의 반납 등을 하면 다시 소유면허란에 모두 표기를 하는 것은 가능하다.
- 19세 이상으로 취득할 수 있는 자위관의 대형자동차 면허는 2007년 6월, 일본 도로교통법 개정에 의해 현재는 자위대 내에서 대형자동차면허를 따 이득을 보아도 조종할 수 있는 것은 자위대차량에 한정되어, 자위대 소유의 대형차량 이외의 대형차량을 운전할 수 없다.(면허증에 "대형은 자위대차량에 한한다"로 기재되며, 자위대 이외의 대형자동차를 운전하려면 면허경험 연수 3년 이상으로 공안위원회의 시험에 합격해야 한다.)

## 운전면허증

### 운전면허증 구성

#### 일본어 원문
| 氏名                               | ◯ ◯ ◯ ◯                            | ◯ ◯ ◯ ◯ | ◯◯ＹＹ年ＭＭ月ＤＤ日生     | ◯◯ＹＹ年ＭＭ月ＤＤ日生 |       |          |          |
|                                    |                                    | |                            |                        |       |          |          |
| 住所                               | ◯◯◯◯◯◯◯◯◯ ◯–◯–◯                    | ◯◯◯◯◯◯◯◯◯ ◯–◯–◯ | ◯◯◯◯◯◯◯◯◯ ◯–◯–◯            | ◯◯◯◯◯◯◯◯◯ ◯–◯–◯        |       |          |          |
| 交付                               | ◯◯ＹＹ年ＭＭ月ＤＤ日 ◯◯◯◯◯         | ◯◯ＹＹ年ＭＭ月ＤＤ日 ◯◯◯◯◯ | ◯◯ＹＹ年ＭＭ月ＤＤ日 ◯◯◯◯◯ | 撮影                   |       |          |          |
| ◯◯ ＹＹ 年 ＭＭ 月 ＤＤ 日まで有効 | ◯◯ ＹＹ 年 ＭＭ 月 ＤＤ 日まで有効 | ◯◯ ＹＹ 年 ＭＭ 月 ＤＤ 日まで有効 | 運 転 免 許 証             | 撮影                   |       |          |          |
| 免許の 条件等                      |                                    | | 運 転 免 許 証             | 撮影                   |       |          |          |
| 番号                               | 第 ◯◯◯◯◯◯◯◯◯◯◯◯ 号                 | 第 ◯◯◯◯◯◯◯◯◯◯◯◯ 号 | 運 転 免 許 証             | 撮影                   |       |          |          |
| 二•小•原                           | ◯◯ＹＹ年ＭＭ月ＤＤ日               | \| 種 類 \| 大 型 \| 中 型 \| 準 中 型 \| 普 通 \| 大 特 \| 大 自 二 \| 普 自 二 \| \| 種 類 \| 小 特 \| 原 付 \| 大 二 \| 中 二 \| 普 二 \| 大 特 二 \| 引 二 \| | 運 転 免 許 証             | 撮影                   |       |          |          |
| 他                                 | ◯◯ＹＹ年ＭＭ月ＤＤ日               | \| 種 類 \| 大 型 \| 中 型 \| 準 中 型 \| 普 通 \| 大 特 \| 大 自 二 \| 普 自 二 \| \| 種 類 \| 小 特 \| 原 付 \| 大 二 \| 中 二 \| 普 二 \| 大 特 二 \| 引 二 \| | 運 転 免 許 証             | 都道府県 公安委員会    |       |          |          |
| 二種                               | ◯◯ＹＹ年ＭＭ月ＤＤ日               | \| 種 類 \| 大 型 \| 中 型 \| 準 中 型 \| 普 通 \| 大 特 \| 大 自 二 \| 普 自 二 \| \| 種 類 \| 小 特 \| 原 付 \| 大 二 \| 中 二 \| 普 二 \| 大 特 二 \| 引 二 \| | 運 転 免 許 証             | 都道府県 公安委員会    |       |          |          |
| 種 類                              | 大 型                              | 中 型 | 準 中 型                   | 普 通                  | 大 特 | 大 自 二 | 普 自 二 |
| 種 類                              | 小 特                              | 原 付 | 大 二                      | 中 二                  | 普 二 | 大 特 二 | 引 二    |

| 種 類 | 大 型 | 中 型 | 準 中 型 | 普 通 | 大 特 | 大 自 二 | 普 自 二 |
| 種 類 | 小 特 | 原 付 | 大 二    | 中 二 | 普 二 | 大 特 二 | 引 二    |

| 성명                                | ◯ ◯ ◯ ◯                             | ◯ ◯ ◯ ◯ | ◯◯ＹＹ년ＭＭ월ＤＤ일생     | ◯◯ＹＹ년ＭＭ월ＤＤ일생 |       |          |          |
|                                     |                                     | |                            |                        |       |          |          |
| 주소                                | ◯◯◯◯◯◯◯◯◯ ◯–◯–◯                     | ◯◯◯◯◯◯◯◯◯ ◯–◯–◯ | ◯◯◯◯◯◯◯◯◯ ◯–◯–◯            | ◯◯◯◯◯◯◯◯◯ ◯–◯–◯        |       |          |          |
| 교부                                | ◯◯ＹＹ년ＭＭ월ＤＤ일 ◯◯◯◯◯          | ◯◯ＹＹ년ＭＭ월ＤＤ일 ◯◯◯◯◯ | ◯◯ＹＹ년ＭＭ월ＤＤ일 ◯◯◯◯◯ | 촬영 명함사진          |       |          |          |
| ◯◯ ＹＹ 년 ＭＭ 월 ＤＤ 일까지 유효 | ◯◯ ＹＹ 년 ＭＭ 월 ＤＤ 일까지 유효 | ◯◯ ＹＹ 년 ＭＭ 월 ＤＤ 일까지 유효 | 운 전 면 허 증             | 촬영 명함사진          |       |          |          |
| 면허의 조건등                       |                                     | | 운 전 면 허 증             | 촬영 명함사진          |       |          |          |
| 번호                                | 제 ◯◯◯◯◯◯◯◯◯◯◯◯ 호                  | 제 ◯◯◯◯◯◯◯◯◯◯◯◯ 호 | 운 전 면 허 증             | 촬영 명함사진          |       |          |          |
| 이•소•원                            | ◯◯ＹＹ년ＭＭ월ＤＤ일                | \| 종 류 \| 대 형 \| 중 형 \| 준 중 형 \| 보 통 \| 대 특 \| 대 자 이 \| 보 자 이 \| \| 종 류 \| 소 특 \| 원 부 \| 대 2 \| 중 2 \| 보 2 \| 대 특 2 \| 인 2 \| | 운 전 면 허 증             | 촬영 명함사진          |       |          |          |
| 타                                  | ◯◯ＹＹ년ＭＭ월ＤＤ일                | \| 종 류 \| 대 형 \| 중 형 \| 준 중 형 \| 보 통 \| 대 특 \| 대 자 이 \| 보 자 이 \| \| 종 류 \| 소 특 \| 원 부 \| 대 2 \| 중 2 \| 보 2 \| 대 특 2 \| 인 2 \| | 운 전 면 허 증             | 도도부현 공안위원회    |       |          |          |
| 2종                                 | ◯◯ＹＹ년ＭＭ월ＤＤ일                | \| 종 류 \| 대 형 \| 중 형 \| 준 중 형 \| 보 통 \| 대 특 \| 대 자 이 \| 보 자 이 \| \| 종 류 \| 소 특 \| 원 부 \| 대 2 \| 중 2 \| 보 2 \| 대 특 2 \| 인 2 \| | 운 전 면 허 증             | 도도부현 공안위원회    |       |          |          |
| 종 류                               | 대 형                               | 중 형 | 준 중 형                   | 보 통                  | 대 특 | 대 자 이 | 보 자 이 |
| 종 류                               | 소 특                               | 원 부 | 대 2                       | 중 2                   | 보 2  | 대 특 2  | 인 2     |

| 종 류 | 대 형 | 중 형 | 준 중 형 | 보 통 | 대 특 | 대 자 이 | 보 자 이 |
| 종 류 | 소 특 | 원 부 | 대 2     | 중 2  | 보 2  | 대 특 2  | 인 2     |

| 면허증 축약 표기                  | 大型                  | 中型              | 準中型                 | 普通                   | 大特                   | 大自二                       | 普自二                               |
| 정식 명칭                         | 大型自動車            | 中型自動車        | 準中型自動車           | 普通自動車             | 大型特殊自動車         | 大型自動二輪車               | 普通自動二輪車                       |
| 한국어 번역 "()" 부분은 축약 표기 | 대형자동차 (대형)     | 중형자동차 (중형) | 준중형자동차 (준중형)  | 보통자동차 (보통)      | 대형특수자동차 (대특)  | 대형자동이륜차 (대자이)      | 보통자동이륜차 (보자이)              |
|                                   |                       |                   |                        |                        |                        |                              |                                      |
| 면허증 축약 표기                  | 小特                  | 原付              | 大二                   | 中二                   | 普二                   | 大特二                       | 引・引二                             |
| 정식 명칭                         | 小型特殊自動車        | 原動機付自転車    | 大型自動車第二種       | 中型自動車第二種       | 普通自動車第二種       | 大型特殊自動車第二種         | 牽引自動車・ 牽引自動車第二種        |
| 한국어 번역 "()" 부분은 축약 표기 | 원동기부자전거 (원부) | 견인자동차 (견인) | 대형자동차 제2종 (대2) | 중형자동차 제2종 (중2) | 보통자동차 제2종 (보2) | 대형특수자동차 제2종 (대특2) | 견인자동차 견인자동차 제2종 (인･인2) |

| 성명                                | ◯ ◯ ◯ ◯                             | ◯ ◯ ◯ ◯ | ◯◯ＹＹ년ＭＭ월ＤＤ일생     | ◯◯ＹＹ년ＭＭ월ＤＤ일생 |       |          |          |
|                                     |                                     | |                            |                        |       |          |          |
| 주소                                | ◯◯◯◯◯◯◯◯◯ ◯–◯–◯                     | ◯◯◯◯◯◯◯◯◯ ◯–◯–◯ | ◯◯◯◯◯◯◯◯◯ ◯–◯–◯            | ◯◯◯◯◯◯◯◯◯ ◯–◯–◯        |       |          |          |
| 교부                                | ◯◯ＹＹ년ＭＭ월ＤＤ일 ◯◯◯◯◯          | ◯◯ＹＹ년ＭＭ월ＤＤ일 ◯◯◯◯◯ | ◯◯ＹＹ년ＭＭ월ＤＤ일 ◯◯◯◯◯ | 촬영 명함사진          |       |          |          |
| ◯◯ ＹＹ 년 ＭＭ 월 ＤＤ 일까지 유효 | ◯◯ ＹＹ 년 ＭＭ 월 ＤＤ 일까지 유효 | ◯◯ ＹＹ 년 ＭＭ 월 ＤＤ 일까지 유효 | 운 전 면 허 증             | 촬영 명함사진          |       |          |          |
| 면허의 조건등                       |                                     | | 운 전 면 허 증             | 촬영 명함사진          |       |          |          |
| 번호                                | 제 ◯◯◯◯◯◯◯◯◯◯◯◯ 호                  | 제 ◯◯◯◯◯◯◯◯◯◯◯◯ 호 | 운 전 면 허 증             | 촬영 명함사진          |       |          |          |
| 이•소•원                            | ◯◯ＹＹ년ＭＭ월ＤＤ일                | \| 종 류 \| 대 형 \| 중 형 \| 준 중 형 \| 보 통 \| 대 특 \| 대 자 이 \| 보 자 이 \| \| 종 류 \| 소 특 \| 원 부 \| 대 2 \| 중 2 \| 보 2 \| 대 특 2 \| 인 2 \| | 운 전 면 허 증             | 촬영 명함사진          |       |          |          |
| 타                                  | ◯◯ＹＹ년ＭＭ월ＤＤ일                | \| 종 류 \| 대 형 \| 중 형 \| 준 중 형 \| 보 통 \| 대 특 \| 대 자 이 \| 보 자 이 \| \| 종 류 \| 소 특 \| 원 부 \| 대 2 \| 중 2 \| 보 2 \| 대 특 2 \| 인 2 \| | 운 전 면 허 증             | 도도부현 공안위원회    |       |          |          |
| 2종                                 | ◯◯ＹＹ년ＭＭ월ＤＤ일                | \| 종 류 \| 대 형 \| 중 형 \| 준 중 형 \| 보 통 \| 대 특 \| 대 자 이 \| 보 자 이 \| \| 종 류 \| 소 특 \| 원 부 \| 대 2 \| 중 2 \| 보 2 \| 대 특 2 \| 인 2 \| | 운 전 면 허 증             | 도도부현 공안위원회    |       |          |          |
| 종 류                               | 대 형                               | 중 형 | 준 중 형                   | 보 통                  | 대 특 | 대 자 이 | 보 자 이 |
| 종 류                               | 소 특                               | 원 부 | 대 2                       | 중 2                   | 보 2  | 대 특 2  | 인 2     |

| 종 류 | 대 형 | 중 형 | 준 중 형 | 보 통 | 대 특 | 대 자 이 | 보 자 이 |
| 종 류 | 소 특 | 원 부 | 대 2     | 중 2  | 보 2  | 대 특 2  | 인 2     |

| 면허증 축약 표기                  | 大型                  | 中型              | 準中型                 | 普通                   | 大特                   | 大自二                       | 普自二                               |
| 정식 명칭                         | 大型自動車            | 中型自動車        | 準中型自動車           | 普通自動車             | 大型特殊自動車         | 大型自動二輪車               | 普通自動二輪車                       |
| 한국어 번역 "()" 부분은 축약 표기 | 대형자동차 (대형)     | 중형자동차 (중형) | 준중형자동차 (준중형)  | 보통자동차 (보통)      | 대형특수자동차 (대특)  | 대형자동이륜차 (대자이)      | 보통자동이륜차 (보자이)              |
|                                   |                       |                   |                        |                        |                        |                              |                                      |
| 면허증 축약 표기                  | 小特                  | 原付              | 大二                   | 中二                   | 普二                   | 大特二                       | 引・引二                             |
| 정식 명칭                         | 小型特殊自動車        | 原動機付自転車    | 大型自動車第二種       | 中型自動車第二種       | 普通自動車第二種       | 大型特殊自動車第二種         | 牽引自動車・ 牽引自動車第二種        |
| 한국어 번역 "()" 부분은 축약 표기 | 원동기부자전거 (원부) | 견인자동차 (견인) | 대형자동차 제2종 (대2) | 중형자동차 제2종 (중2) | 보통자동차 제2종 (보2) | 대형특수자동차 제2종 (대특2) | 견인자동차 견인자동차 제2종 (인･인2) |